# 交通遺児育成基金
公益財団法人交通遺児等育成基金（こうつういじとういくせいききん）は、16歳未満の交通遺児を対象とした支援活動を行っている公益法人。

## 概要
自動車事故によって一家の働き手を失った交通遺児に対して、損害賠償金等の効率的・安定的な運用ならびに遺児育成資金の長期安定給付を目的として、1980年8月に発足。国と民間団体（(社）日本損害保険協会、（社）日本自動車工業会、全国共済農業協同組合連合会、日本財団等）の協力による。
生活・就学資金の貸付が主な一般の支援制度と異なり「まとまったお金を最初に預けて年金支給を受ける」基金制度を行っている。
交通遺児が受け取る自動車事故の損害賠償金･保険金等の中から拠出金を当基金に払い込んで本制度に加入すると、これに国（国土交通省補助金）と民間協力団体の援助金を加えて公社債等で運用し、遺児が満19歳に達するまで年金方式で育成給付金を支給する流れとなっている。